# U-Turn (Isaac Hayes)
U-Turn è il diciassettesimo album del musicista soul statunitense Isaac Hayes, pubblicato nel 1986 da Columbia Records.
| Recensione | Giudizio |
| ---------- | -------- |
| AllMusic   | [ 1 ]    |

## Tracce
1. If You Want My Lovin', Do Me Right – 4:30 (Bernard Jackson, David Conley, David Townsend)
2. Flash Backs – 4:26 (Jackson, Conley, Townsend)
3. You Turn Me On – 4:43 (Jackson, Conley, Townsend)
4. Ike's Rap VIII – 3:18 (Isaac Hayes)
5. Hey Girl – 5:45 (Carole King, Gerry Goffin)
6. Doesn't Rain in London – 5:29 (Hayes)
7. Can't Take My Eyes Off You – 6:17 (Bob Gaudio, Bob Crewe)
8. Thing for You – 5:28 (Hayes)
9. Thank God for Love – 4:05 (Hayes, Pamela Phillips Oland)

## Classifiche settimanali
| Classifica (1986) | Posizione massima |
| ----------------- | ----------------- |
| US R&B Albums     | 32                |